# Plabennec

Plabennec este o comună în departamentul Finistère, Franța. În 1 ianuarie 2022 avea o populație de 8.633 de locuitori.